# Erica maderensis
Erica maderensis är en ljungväxtart som först beskrevs av George Bentham, och fick sitt nu gällande namn av Joseph Friedrich Nicolaus Bornmüller. Erica maderensis ingår i släktet klockljungssläktet, och familjen ljungväxter. Inga underarter finns listade i Catalogue of Life.